# Katarina Ivanović
Katarina Ivanović (ur. 1811 w Veszprémie, zm. 22 września 1882 w Székesfehérvárze) – pierwsza nowożytna malarka serbska, pierwsza kobieta przyjęta do Serbskiego Towarzystwa Naukowego.

## Życiorys
Urodziła się w Veszprem, jednak jeszcze w dzieciństwie przeprowadziła się z rodziną do Székesfehérváru. Jej talent do malowania został wcześnie dostrzeżony przez zamożnego kupca Đorđe Stankovicia, który sfinansował jej naukę w pracowni Jozefa Peško w Peszcie. W wieku 24 lat, dzięki pomocy hrabiny Csaky, zapisała się do wiedeńskiej Akademii Umiejętności, co było ówcześnie zabronione dla kobiet; według innego źródła wstąpiła na niedawno otwarty wydział kobiecy Akademii. Następnie podróżowała po Włoszech, Holandii i Francji, tworząc i nadal ucząc się malarstwa. W latach 1844-1846 kształciła się w Monachium, skupiając się na nauce malarstwa historycznego. Stylowo jej twórczość sytuowała się pomiędzy stylem biedermeier a romantyzmem.
W 1846 udała się do Belgradu, gdzie jednak, jako kobieta, nie zdołała rozwinąć szerszej działalności społecznej, co planowała wcześniej. Chociaż wykonała dwa portrety księżnej Persidy, małżonki Aleksandra Karađorđevicia, nie znalazła odpowiadającego jej talentowi i ambicjom zatrudnienia i w 1847 rozczarowana osiadła na powrót w Székesfehérvárze, po podróży do Zagrzebia i Paryża. W węgierskim mieście spędziła resztę życia. W latach 1865-1873 namalowała obraz przedstawiający zdobycie Belgradu w 1806, który uważa się za początek serbskiego malarstwa historycznego. Również wtedy jednak jej twórczość nie została należycie doceniona.
W 1876 jako pierwsza kobieta została przyjęta do Serbskiego Towarzystwa Naukowego, poprzednika Serbskiej Akademii Nauk i Sztuk. W geście wdzięczności przekazała 24 obrazy do Muzeum Narodowego w Belgradzie oraz darowała 1000 forintów na utworzenie funduszu swojego imienia. Zmarła w Székesfehérvárze i początkowo tam została pochowana. W 1967 jej szczątki przeniesiono na belgradzki Nowy Cmentarz.
Urodzona na Węgrzech, słabo mówiła po serbsku, jednak deklarowała się jako serbska patriotka. Jest autorką 38 obrazów. Tworzyła przede wszystkim portrety, obrazy historyczne i rodzajowe, martwe natury. Na najwyższym poziomie stały jej portrety.